# Порта-Метронія
Порта Метронія (італ. Porta Metronia, також Metrovia, Metrobi, Metroni, Metrosi) — міська брама у Авреліанівого муру в Римі.

## Опис
Розташовані між брамами Порта-Латіна та Порта-Сан-Джованні. Спочатку брама Порта Метронія не мала веж, від неї не починалася жодна із значних римських доріг. 
Порта Метронія замінила Porta Querquetulana Сервіївого муру. Брама була закрита у 1122 році, через неї проклали канал Марана, пізніше Acqua Mariana. Імовірно брама названа так за іменем власника ділянки землі біля неї.

## Галерея

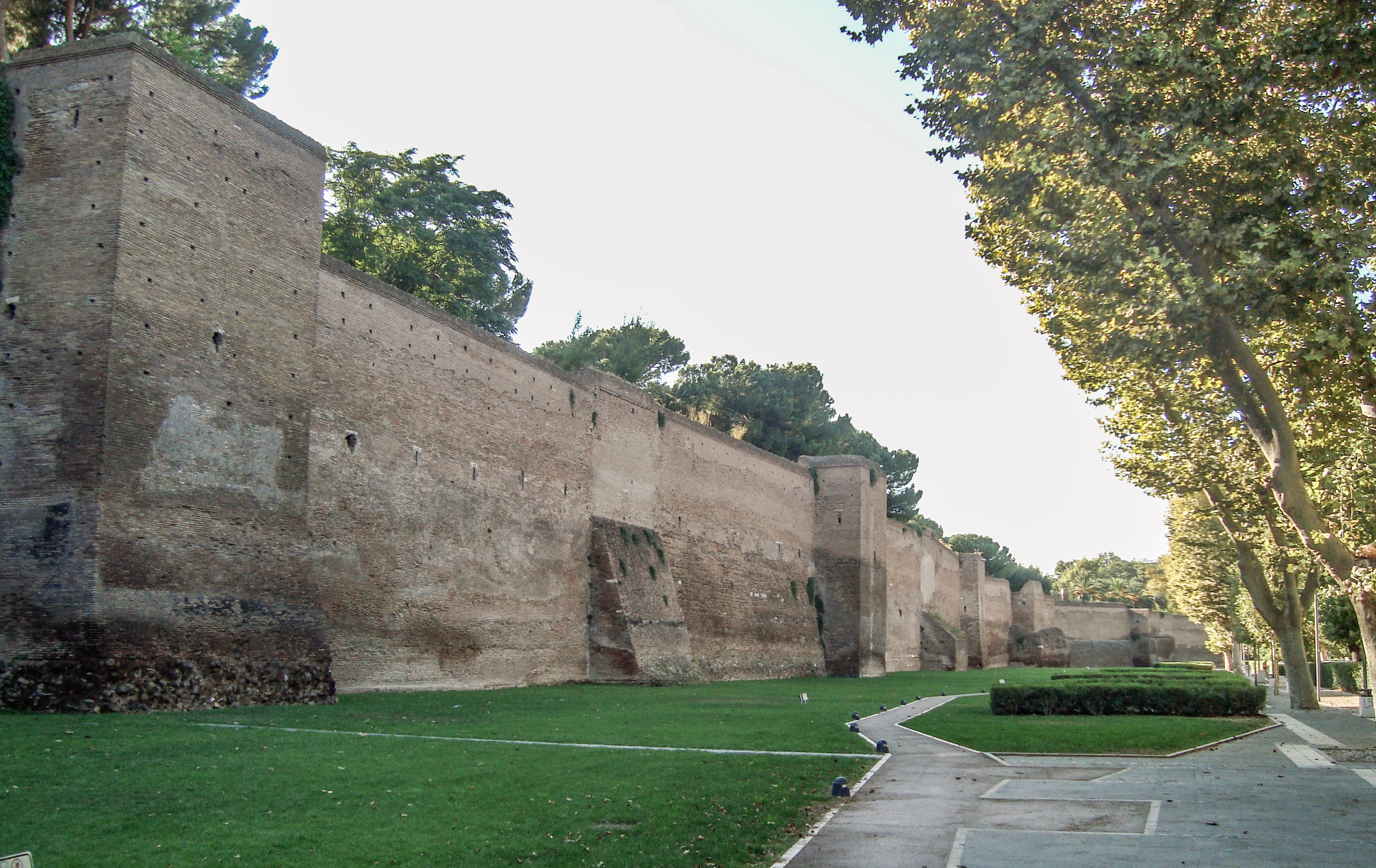
Авреліанова стіна реставрована у 2010 біля porta Metronia.
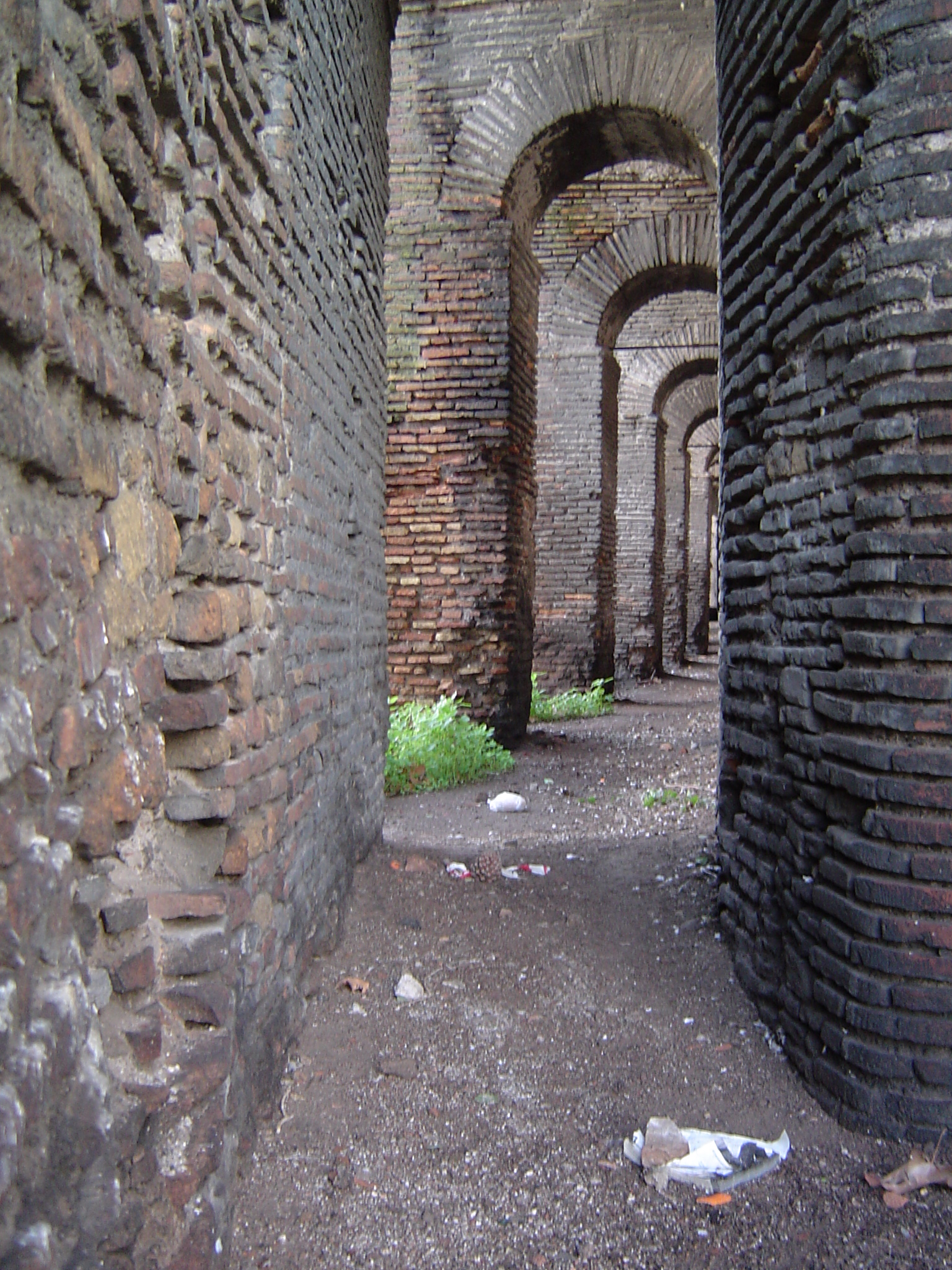
Прохід у мурі біля Porta Metronia.
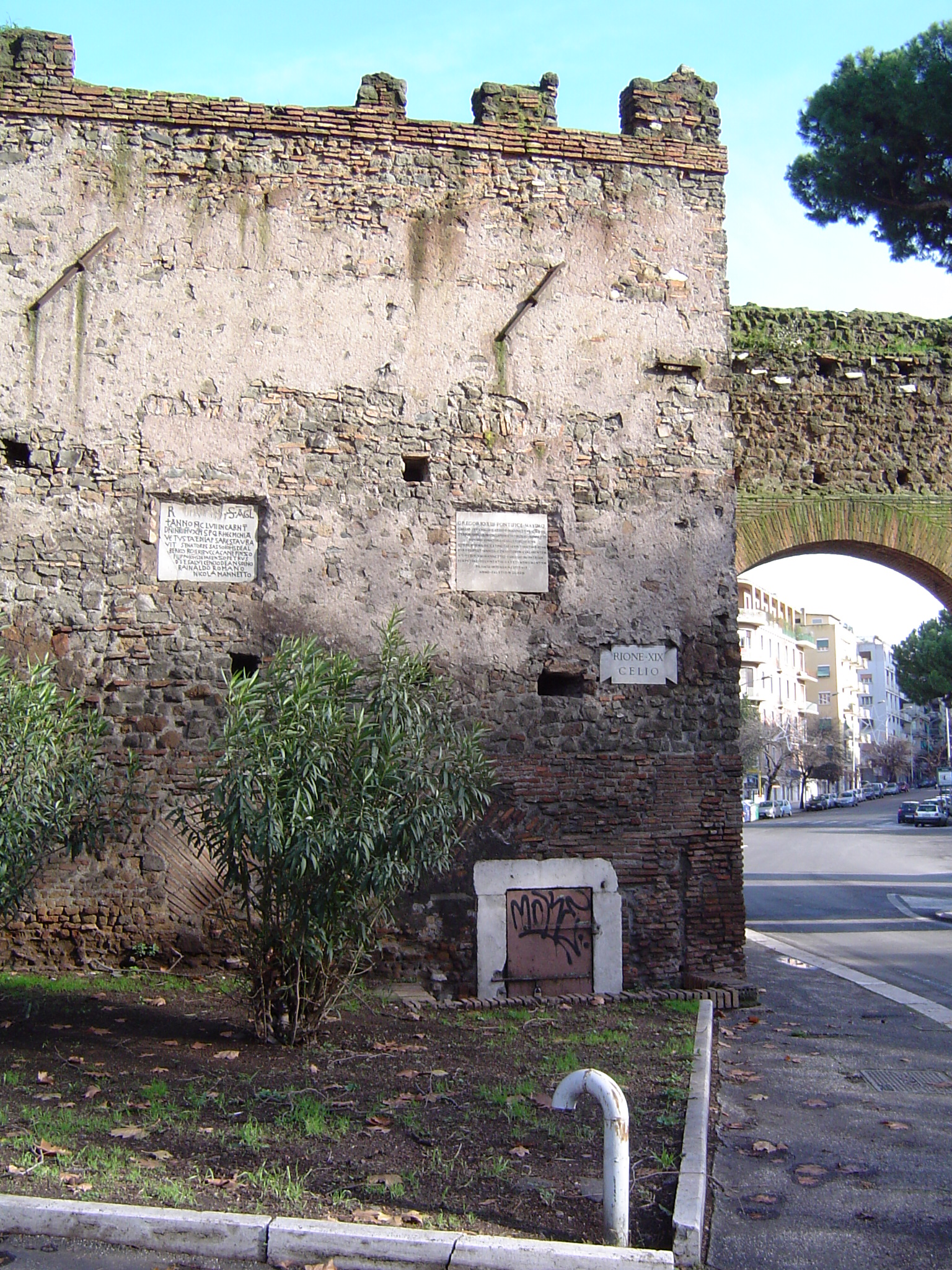
Надпис на брамі